# Cometes soledari
Cometes soledari är en skalbaggsart som beskrevs av Martins och Maria Helena M. Galileo 2001. Cometes soledari ingår i släktet Cometes och familjen långhorningar. Inga underarter finns listade i Catalogue of Life.